# Andy Robinson (futbolista)
Andreas Sonny "Andy" Robinson (nacido el 16 de octubre de 1992) es un mediocampista que actualmente juega en las divisiones menores del Southampton

## Carrera
Hizo inferiores en el Southampton desde que tiene alrededor de 9 años. Luego debutaría con el Southampton el 25 de septiembre de 2012 anteel Sheffield Wednesday en la victoria por 2-0 en un partido por la League Cup, ese partido hasta ahora, fue el único partido que jugó con la primera del Southampton.